# Burnout Revenge
Burnout Revenge is een computerspel ontwikkeld door Criterion Games en uitgegeven in Europa door Electronic Arts op 23 september 2005, voor op de Xbox en PlayStation 2. Op 7 maart 2006 kwam Burnout Revenge uit op de Xbox 360, tegelijkertijd met Burnout Legends, die uitkwam voor op de PlayStation Portable en Nintendo DS.
Net zoals zijn voorganger Burnout 3: Takedown, focust Burnout Revenge op het racen tussen druk verkeer en het vernietigen van andere voertuigen. Spelers kunnen de auto zelf als wapens gebruiken. De gevechtkant van Revenge is uitgebreid. Spelers kunnen nu het verkeer van achter beuken ("traffic checking") en bij een stunt, boven op een andere auto terechtkomen ("Vertical Takedown"). Er is ook een nieuwe gametype genaamd Traffic Attack, en er heeft een grote verandering plaatsgevonden in Crash mode. Hierin moet een speler, een zo groot mogelijke kettingbotsing veroorzaken. Een vervolg genaamd Burnout Paradise werd uitgegeven voor op de Xbox 360 en PS3 op 22 januari 2008.

## Evenementen
- Race - Een simpele race van 1 tot 3 ronden, aantal ronden hangt af van de klasse en circuit lengte.
- Wegmisbruik - Probeer zo veel mogelijk Takedowns te maken binnen de tijd, de tijd wordt velengt na iedere 2 of 3 Takedowns.
- Afvaller - Lijkt op een gewone race, maar, na iedere 30 seconden, valt de laatste coureur af.
- Traffic Attack (Tekeer in 't Verkeer) - Beuk zo veel mogelijk verkeer binnen de tijd, de tijd wordt verlengd bij elke Traffic Check.
- Turbo-Ronde - Een simpele tijdrit van één ronde.
- Proefrit - Lijkt op Turbo-Ronde, je mag echter in een Elite wagen rijden.
- Grand Prix - Een evenement met 3 tot 4 races, de racer met de meeste punten aan het einde van de Grand Prix wint.

## Downloadbare inhoud
Op 17 maart 2003 werd de demo uitgegeven voor Burnout Revenge. De eerste en meteen laatste uitbreidingen, de "Yellowcard Car", "Spike TV Car", "Plantronics Car", "Monster Car" en "Dolby Car" werden uitgegeven op 12 april 2006, allemaal 108kb groot.

## Soundtrack
Net als Burnout 3: Takedown heeft Burnout Revenge ook een soundtrack in de radio. Voorbeelden van bands zijn Yellowcard met "Light and Sounds" of Bloc Party met "Helicopter". In Burnout 3: Takedown was er een commentator aanwezig, wat niet meer zo is in Burnout Revenge.

## Prijzen
Burnout Revenge heeft in totaal 14 prijzen ontvangen en is voor nog drie genomineerd geweest.
- Racing game of the year, 2007 AIAS Interactive Achievement Awards
- Best driving game, GameSpot Best & Worst 2006 Readers' Choice
- Overall best racing/ Driving game, IGN.com Best Of 2006
- Best racing game, GameTrailers.com Game Of The Year Awards 2006
- Xbox 360 best racing/Driving game, IGN.com Best Of 2006
- Best game to burn rubber with, GameDaily NOD Awards 2006
- Best driving game, 2006 Spike TV Video Game Awards
- Best song, 2006 Spike TV Video Game Awards
- Best art & sound, awarded jointly with BLACK, 2006 Develop Industry Excellence Awards
- Best video game soundtrack, 2006 MTV Video Music Awards Nominee
- Editor's choice award, 2006 IGN.com
- Racing game of the year, 2006 AIAS Interactive Achievement Awards Nominee
- Oustanding achievement: soundtrack, 2006 AIAS Interactive Achievement Awards Nominee
- Best driving game, 2005 "Best of E3" Game Critics Awards
- Best driving game, Gamespot's E3 2005 Editor's Choice Awards
- Best use of sound, IGN Best of 2005 Awards
- Best driving game, 2005 Spike TV Video Game Awards